# Frederiksborgvej
 Ikke at forveksle med Frederiksborggade.
Frederiksborgvej er en vigtig færdselsåre i det nordvestlige København. Den løber igennem Københavns Nordvestkvarter og forbinder denne bydel med Søborg, der som følge af Utterslev Mose har Frederiksborgvej som den vigtigste, større forbindelse til København.
Den blev anlagt af Christian 4., så kongen lettere kunne komme til Frederiksborg Slot i Hillerød.
Frederiksborgvej begynder i København centrum som Frederiksborggade, ved Kultorvet, som gågade til Nørreport Station, som gade i Indre By til Søtorvet over Dronning Lousies Bro til Indre Nørrebro, løber gennem Nørrebro via Nørrebrogade, efter Nørrebro S-tog station et kort stykke som Frederikssundsvej, herefter til Søborg som Frederiksborgvej, i Søborg som Søborg Hovedgade, i bydelen Buddinge som Buddinge Hovedgade, videre som Bagsværd Hovedgade, og bliver ved Skovbrynet S-tog Station igen til Frederiksborgvej videre til Farum og fortsætter efter Farum også som Frederiksborgvej. Herefter er vejen blevet brudt op af fremkomsten af parcelhuskvarterer, og kan kun med lokalt kendskab følges. Et stykke som Hyrebakken til Bregnerød. Efter Hyrebakken hedder vejen i dag Bregnerød Skovvej i retning mod Lillerød. I byen Lillerød finder man igen navnet Frederiksborgvej og længere mod nord i byen Ny Hammersholt finder man vejen Gl. Frederiksborgvej. Gl. Frederiksborgvej afløses i retning af Hillerød af Funkevej og dernæst af Hammersholtvej, der slutter midt i Hillerød C tæt på Frederiksborg Slot og går det sidste stykke hen til slottet som Slotsgade.